# Oblast Ivanovo

Spoorbrug over de river de Sjoeja in 1915

De oblast Ivanovo (Russisch: Ивановская область, Ivanovskaja oblast) is een oblast (bestuurlijke eenheid) van Rusland. De hoofdstad van de oblast is de gelijknamige stad Ivanovo, op ongeveer 300 kilometer ten noordoosten van Moskou.

## Geografie
De oblast ligt op het centrale deel van het Russisch Laagland. Door het noorden van de oblast stroomt de rivier de Wolga en in het zuiden de Kljazma.
De oblast grenst met de klok mee aan de oblast Kostroma in het noorden, oblast Nizjni Novgorod in het oosten, oblast Vladimir in het zuiden en oblast Jaroslavl in het westen.

## Geschiedenis en economie
Het gebied kent een van de verst teruggaande gedocumenteerde bewoningsgeschiedenis van Rusland. Enkele van haar steden werden reeds voor de 13e eeuw gesticht in het hart van de historische regio Zalesje (Opolje). In het begin van de 19e eeuw kwam een grote textielindustriesector op gang in het gebied als voorloper in het Russische Rijk, vergelijkbaar met de Engelse industriesteden Manchester en Liverpool. De textielindustrie vormt nog steeds de belangrijke industriesector van het gebied. Daarnaast zijn de machinebouw en chemische industrie ook belangrijke economische sectoren. Het belangrijkste centrum voor de toerismesector is de stad Pljos.
De voorloper van de oblast, het gouvernement Ivanovo-Vosnesensk, ontstond op 20 juli 1918 uit gedeelten van de grondgebieden van de oblasten Jaroslavl, Kostroma en Vladimir. Vanaf 1929 werd deze nieuwe oblast Ivanovo genoemd. Op 11 maart 1936 werden de oblasten Kostroma, Jaroslavl en Vladimir van deze oblast afgescheiden.

## Demografie
| 1926      | 1939      | 1959      | 1970      | 1979      | 1989      | 2002      |
| --------- | --------- | --------- | --------- | --------- | --------- | --------- |
| 1.195.804 | 2.649.429 | 1.322.152 | 1.339.110 | 1.323.852 | 1.313.627 | 1.148.329 |

## Gemeenten
In 2006 was de oblast bestuurlijk onderverdeeld in 181 gemeenten, waaronder 6 stedelijke districten, 21 gemeentelijke districten, 25 gorodskieje poselenieja en 129 selskieje poselenieja.

### Stedelijke districten
Oblast Ivanovo bestaat uit de volgende stedelijke districten (Городские округа):
- Kinesjma (Кинешма)
- Kochma (Кохма)
- Ivanovo (Иваново)
- Sjoeja (Шуя)
- Tejkovo (Тейково)
- Vitsjoega (Вичуга)

### Gemeentelijke districten
Oblast Ivanovo bestaat uit de volgende gemeentelijke districten (муниципальные районы):
- Foermanovski (Фурмановский)
- Gavrilovo-Posadski (гаврилово-Посадский)
- Iljinski (Ильинский)
- Ivanovski (Ивановский)
- Joerjevetski (Юрьевецкий)
- Joezjski (Южский)
- Kinesjemski (Кинешемский)
- Komsomolski (Комсомольский)
- Lezjnevski (Лежневский)
- Loechski (Лухский)
- Palechski (Палехский)
- Pestjakovski (Пестяковский)
- Poetsjezjski (Пучежский)
- Privolzjski (Приволжский)
- Rodnikovski (Родниковский)
- Savinski (Савинский)
- Sjoejski (Шуйский)
- Tejkovski (Тейковский)
- Verchnelandechovski (Верхнеландеховский)
- Vitsjoegski (Вичугский)
- Zavolzjski (Заволжский)